# キンバーライト
キンバーライト（英語: kimberlite、キンバリー岩）とは、カンラン石と雲母を主要構成鉱物とする、超塩基性の火成岩である。雲母橄欖岩（うんもかんらんがん、mica peridotite）などとも呼ばれる。一部からダイヤモンドの原石が産出されることで知られる。
名の由来は有名なダイヤモンド鉱坑「ビッグホール」のある、南アフリカ共和国、北ケープ州の州都キンバリーから。

## 生成要因

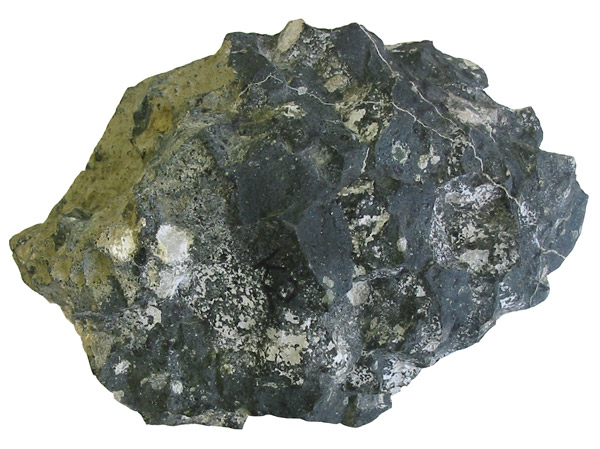
キンバーライト

キンバーライトは先カンブリア時代に生じた世界的な造山運動により生成された。このためキンバーライトの分布は、大陸の比較的奥地で、かつ、古い地質条件が保たれている地域に限られる。岩石の材料はマントル起源で、ごく短時間のうちに地表付近まで噴出した激しい噴火により生成したものと考えられている。

## 主な分布地域
- 南アフリカ共和国
  - カリナン鉱山
- ロシア・シベリア地方
  - ミール鉱山
  - ウダーチナヤ・パイプ
- アンゴラ
- 中華人民共和国
- アメリカ合衆国